# Angie González
Pour les articles homonymes, voir González et García.
González  García est un nom espagnol. Le premier nom de famille, en général paternel, est González ; le second, en général maternel, souvent omis, est García.
Angie Sabrina González García, née le 3 janvier 1981 à La Victoria, est une coureuse cycliste vénézuélienne. Elle a notamment été médaillée d'or de la vitesse par équipes aux championnats panaméricains de 2007 et de l'omnium aux Jeux panaméricains de 2011.

## Repères biographiques
Lors des championnats panaméricains sur route à Zacatecas, au Mexique, elle est la seule représentante de sa sélection à décrocher une médaille. Elle termine quatrième du sprint achevant la course en ligne, derrière deux Cubaines et l'Américaine Carmen Small. Cependant, celle-ci sera disqualifiée pour poids non-conforme de sa bicyclette et González récupèrera le bronze. Elle assure n'avoir jamais couru sur un circuit aussi exigeant, finissant avec un terrible mal de tête et des douleurs cardiaques, symptômes de l'hypoxie.

## Palmarès sur piste

### Jeux olympiques
- Londres 2012
  - 18e de l'omnium
- Rio de Janeiro 2016
  - 18e de l'omnium

### Championnats du monde
- Apeldoorn 2011
  - 15e de l'omnium
- Melbourne 2012
  - 13e de l'omnium
  - 17e de la course aux points
- Londres 2016
  - 17e de l'omnium

| - Medellín 2001 - Quatrième de la vitesse individuelle. - Mar del Plata 2005 - Médaillée de bronze de la vitesse individuelle. - São Paulo 2006 - Médaillée d'argent du 500 mètres. - Médaillée d'argent du keirin. - Médaillée de bronze de la vitesse individuelle. - Valencia 2007 - Médaillée d'or de la vitesse par équipes. - Médaillée de bronze du 500 mètres. - Aguascalientes 2010 - Médaillée d'argent de l'omnium. - Medellín 2011 - Médaillée d'argent de la poursuite par équipes. - Mar del Plata 2012 - Médaillée d'argent de la poursuite par équipes. - Médaillée d'argent de l'omnium. - Mexico 2013 - Médaillée d'argent de l'omnium. - Médaillée de bronze de la poursuite par équipes. - Aguascalientes 2014 - Médaillée de bronze de la poursuite par équipes. - Cinquième de l'omnium. - Santiago 2015 - Médaillée de bronze de l'omnium. - Sixième de la course scratch. - Couva 2017 - Médaillée de bronze de l'omnium. - Aguascalientes 2018 - Cinquième de l'omnium. - Sixième de la course scratch. - Cochabamba 2019 - Sixième de l'omnium. - Septième de la course scratch. | - Guadalajara 2011 - Médaillée d'or de l'omnium - Mar del Plata 2006 - Médaillée de bronze du 500 m - Médaillée de bronze de la vitesse individuelle - Quatrième du keirin - Medellín 2010 - Médaillée d'argent de la poursuite par équipes - Médaillée d'argent de la course aux points - Médaillée de bronze de la vitesse par équipes - Cochabamba 2018 - Médaillée d'argent de la course à l'américaine - Asuncion 2022 - Médaillée d'argent de la poursuite par équipes - Veracruz 2014 - Médaillée d'or de la course scratch - Médaillée de bronze de l'omnium - Quatrième de la poursuite par équipes - Barranquilla 2018 - Médaillée d'argent de l'omnium - San Salvador 2023 - Médaillée de bronze de la poursuite par équipes - Médaillée de bronze de l'américaine - Santa Marta 2017 - Médaillée d'or de la course scratch. - Médaillée d'or de l'omnium. - Valledupar 2022 - Médaillée d'argent de la poursuite par équipes - Médaillée d'argent de l'américaine |

### Championnats du Venezuela
- Carabobo 2016
  -  Médaillée d'argent de la course scratch[13].
- Caracas 2019
  -  Championne du Venezuela de poursuite individuelle
  -  Championne du Venezuela de course aux points
  -  Championne du Venezuela du scratch

## Palmarès sur route
- 2005
  - 2e du championnat du Venezuela sur route
- 2008
  - 3e du championnat du Venezuela sur route
- 2009
  - 3e du championnat du Venezuela sur route
- 2010
  -  Médaillée d'or de la course en ligne des Jeux d'Amérique centrale et des Caraïbes
  - 2e du championnat du Venezuela du contre-la-montre
  - 4e de la course en ligne des championnats panaméricains
- 2011
  -  Championne du Venezuela sur route
  - Clásico Aniversario Federacion Ciclista de Venezuela
  - 2e du championnat du Venezuela du contre-la-montre
- 2012
  -  Championne du Venezuela sur route
  - Copa Fundadeporte
  - 3e du championnat du Venezuela du contre-la-montre
- 2013
  -  Médaillée de bronze de la course en ligne des championnats panaméricains
- 2014
  - Coupe de la Fédération du Venezuela
  - 3e du Clasico FVCiclismo Corre Por la VIDA
- 2019
  - Tour Femenino de Venezuela 1